# Ладра
Ладра (словен. Ladra, итал. Ladra) је насељено место у општини Кобарид, Горишка регија, Словенија.

## Историја
До територијалне реорганизације у Словенији била је у саставу старе општине Толмин.

## Становништво
У попису становништва из 2011. године, Ладра је имала 150 становника.
| Број становника према пописима | Број становника према пописима | Број становника према пописима |
| ------------------------------ | ------------------------------ | ------------------------------ |
| 1991                           | 2002                           | 2011                           |
| 175                            | 150                            | 150                            |

## Галерија
- Наполеонов мост преко реке Соче
- Ладра, пејзаж и река Соча